# Nick de Firmian
Nicholas Ernest (Nick) de Firmian (nascido em 26 de julho de 1957 em Fresno, Califórnia) é um Grande Mestre de Xadrez, três vezes campeão de xadrez dos Estados Unidos, em 1987 (com Joel Benjamin), 1995 e 1998. Também empatou com Larry Christiansen em 2002, mas perdeu o desempate. Autor de livros de xadrez, ele ganhou fama ao escrever as 13ª, 14ª e 15ª edições do tratado de aberturas de xadrez Modern Chess Openings (MCO).
Representou os Estados Unidos em vários torneios interzonais, e participou do time americano das Olimpíadas de Xadrez de 198, 1984 e 1986. De Firmian obteve o título de Mestre Internacional em 1979, e o título de Grande Mester em 1985. Atualmente ele reside na Dinamarca com sua esposa Christine, uma especialista em xadrez e antiga participante do Time de Xadrez Feminino da Dinamarca.
Ele venceu o Campeonato Canadense Aberto de Xadrez em 1983. Em 1986, o Aberto Mundial e o primeiro prêmio de US$21.000, na época um recorde para um torneio no sistema suíço. De Firmian é membro fundador do Prochess, um grupo de grandes mestres dedicado a promover o xadrez nos Estados Unidos. Ele se formou em Física na University of California, Berkeley.
De Firmian é um especialista nas aberturas de xadrez e em 1990 ele revisou a 13ª edição do Modern Chess Openings (MCO-13). Em 1999 ele escreveu a 14ª edição do Modern Chess Openings (MCO-14), que, junto com o Nunn's Chess Openings (NCO), é considerado uma excelente referência em aberturas em um único volume em inglês. Ele também ajudou a preparar o livro de aberturas para o time IBM do Deep Blue em seu match vitorioso de 1997 contra Garry Kasparov.
Em 2006 ele revisou e expandiu o livro clássico de 1921, Chess Fundamentals, de José Raúl Capablanca. Ele também escreveu a 15ª edição do Modern Chess Openings, que foi publicada em abril de 2008.
Nick conquistou duas medalhas de bronze por performance individual no segundo tabuleiro reserva em 1984 e no primeiro reserva em 1998. Por equipes, conquistou três medalhas de bronze (1984, 1986 e 1996) e duas de prata em 1990 e 1998.